# Artista del Pueblo de la URSS (artes plásticas)
Artista del Pueblo de la URSS (en ruso: Народный художник СССР; Narodni judózhnik SSSR) era una condecoración de Unión Soviética creada el 16 de julio de 1943 por el Presídium del Sóviet Supremo de la URSS y otorgada a las figuras más destacadas del arte soviético, con méritos especiales en el desarrollo de la pintura, la escultura, las artes gráficas, decorativas y aplicadas. Era concedida por la Presidencia del Sóviet Supremo.
El título era concedido basándose en la recomendación del Ministerio de Cultura de la Unión Soviética, el Comité Estatal de Cinematografía de la URSS, la Unión de Artistas de la URSS y la Unión de Cinematógrafos de la URSS. A los artistas honrados con esta distinción se les concedía un diploma, la placa y un certificado de su condición.
La insignia se llevaba en el lado derecho del pecho, por encima del resto de títulos y distinciones, al lado de la condecoración de Héroe de la Unión Soviética.
Cada una de las repúblicas soviéticas tenía un título propio, por debajo del título de Artista del Pueblo de la URSS (por ejemplo: Artista del Pueblo de la RSS de Ucrania, Artista del Pueblo de la RSFS de Rusia, etc.).

## Diseño
Estaba fabricada en tombac dorado, y tiene una forma cuadrangular con las puntas retorcidas. Mide 22.5 x 23.5 mm. En la parte central se halla la inscripción "Народный художник СССР" ("Artista del Pueblo de la URSS"), con la hoz y el martillo debajo. La inscripción y el símbolo se hallan en relieve, con letras convexas. Cuelga de un galón de seda rojo, de 18 x 21 mm. La cinta se une a la medalla por un pasador adornado con ramas de laurel.

## Condecorados
Los primeros cuatro honrados con esta distinción fueron, el 26 de julio de 1943, los pintores Aleksandr Guerásimov y Borís Iogansón, y los escultores Serguéi Merkúrov y Vera Mújina.
El último individuo en recibir este galardón fue, el 20 de diciembre de 1991, el profesor del Instituto Repin Piotr Fomín, por su contribución al desarrollo del arte soviético.